# Eremaeus longiseta
Eremaeus longiseta är en kvalsterart som beskrevs av Djaparidze 1990. Eremaeus longiseta ingår i släktet Eremaeus och familjen Eremaeidae. Inga underarter finns listade i Catalogue of Life.